# Harry Maximilian Buchberger
Harry Maximilian Buchberger (ur. 25 sierpnia 1923 we Wrocławiu, zm. 16 lutego 2013 w Kleinmachnow) – niemiecki rzeźbiarz, rysownik i medalier.

## Biografia
Harry Maximilian Buchberger urodził się we Wrocławiu 25 sierpnia 1923 roku. Był założycielem fundacji Leopoldina Stiftung, członkiem Niemiecko-Polskiego Towarzystwa Uniwersytetu Wrocławskiego. Zajmował się rysunkiem, rzeźbą i medalierstwem. Pracował w srebrze i złocie. Był mecenasem sztuki. Przekazał Uniwersytetowi Wrocławskiemu jubileuszowe i pamiątkowe medale, m.in. złoty medal z okazji Jubileuszu 300-lecia. Wzbogacił także uniwersytecką bibliotekę o zbiór książek. Otrzymał Złoty Medal Uniwersytetu Wrocławskiego 28 maja 2005 roku. Buchberger zmarł 16 lutego 2013 w Kleinmachnow.

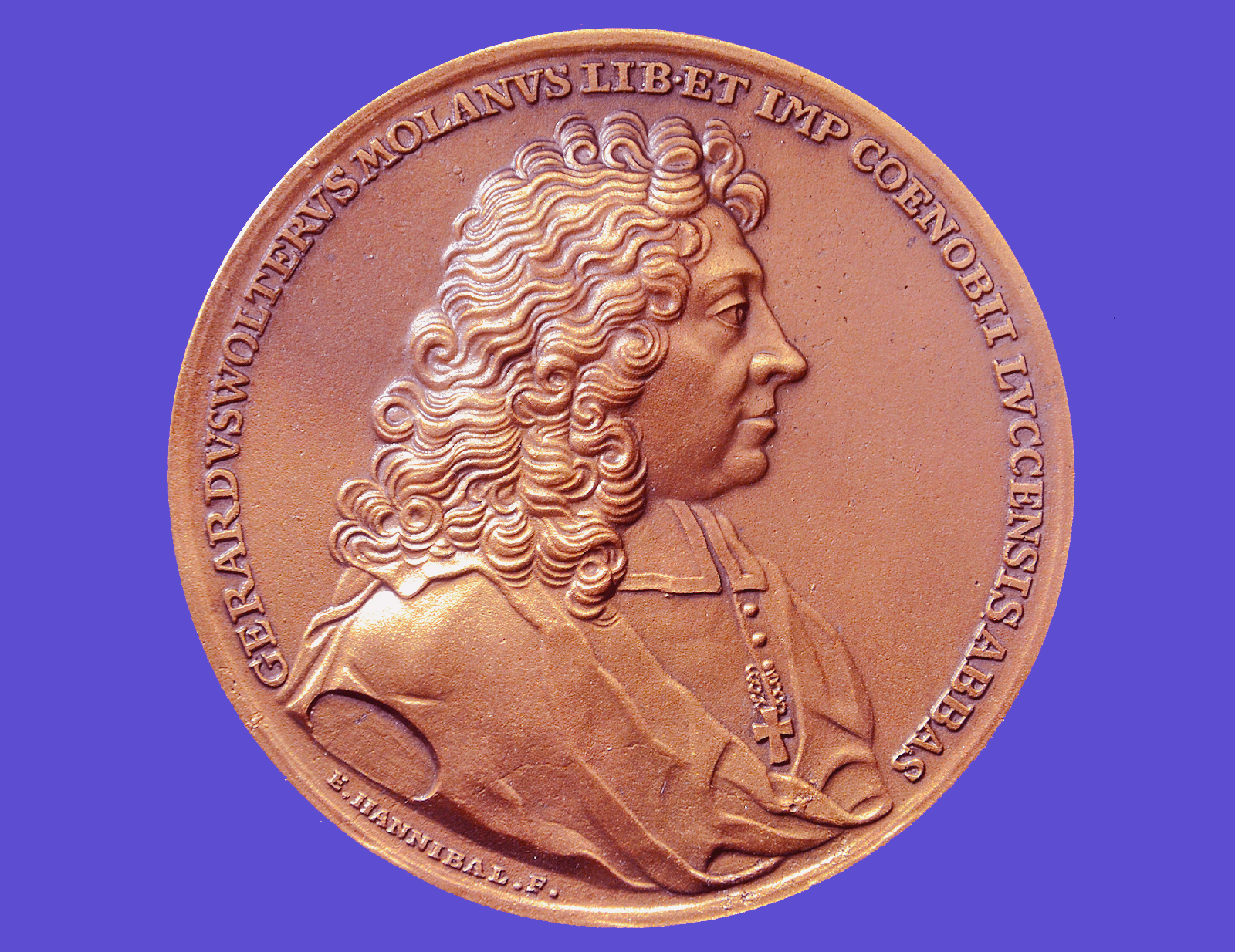
Kopia medalu z 1722 r. autorstwa Ehrenreicha Hannibala(inne języki), wykonana przez H.M. Buchbergera ok. 1994 r.